# Жиле Горнешно
Жиле Горнешно (рос. Жилое Горнешно) — присілок у Лузькому районі Ленінградської області Російської Федерації.
Населення становить 13 осіб. Належить до муніципального утворення Волошовське сільське поселення.

## Історія
Згідно із законом від 28 вересня 2004 року № 65-оз належить до муніципального утворення Волошовське сільське поселення.

## Населення
| 1710 | 1838 | 1862 | 1885 | 1927 | 1958 | 1997 |
| ---- | ---- | ---- | ---- | ---- | ---- | ---- |
| 63   | ↗88  | ↗97  | ↗138 | ↗281 | ↘78  | ↘7   |
| 2007 | 2010 |      |      |      |      |      |
| ↘0   | ↗13  |      |      |      |      |      |